# Ukraińska prawda
Ukraińska prawda, Ukraińska Prawda, Ukrajinśka prawda (ukr. Українська правда) – ukraińska gazeta internetowa, założona w kwietniu 2000 roku, w dniu ukraińskiego referendum konstytucyjnego. Materiały na stronie publikowane są głównie w języku ukraińskim, niezależnie od tego, niektóre artykuły są publikowane po rosyjsku lub są na ten język tłumaczone. Podstawowa tematyka gazety to polityka, problemy społeczne i ekonomia. Na portalu znajduje się stale aktualizowany pasek informacyjny, oraz archiwum publikacji, blogi polityków, pisarzy, dziennikarzy i sportowców. Serwis był notowany w rankingu Alexa na miejscu 4 589.

## Historia

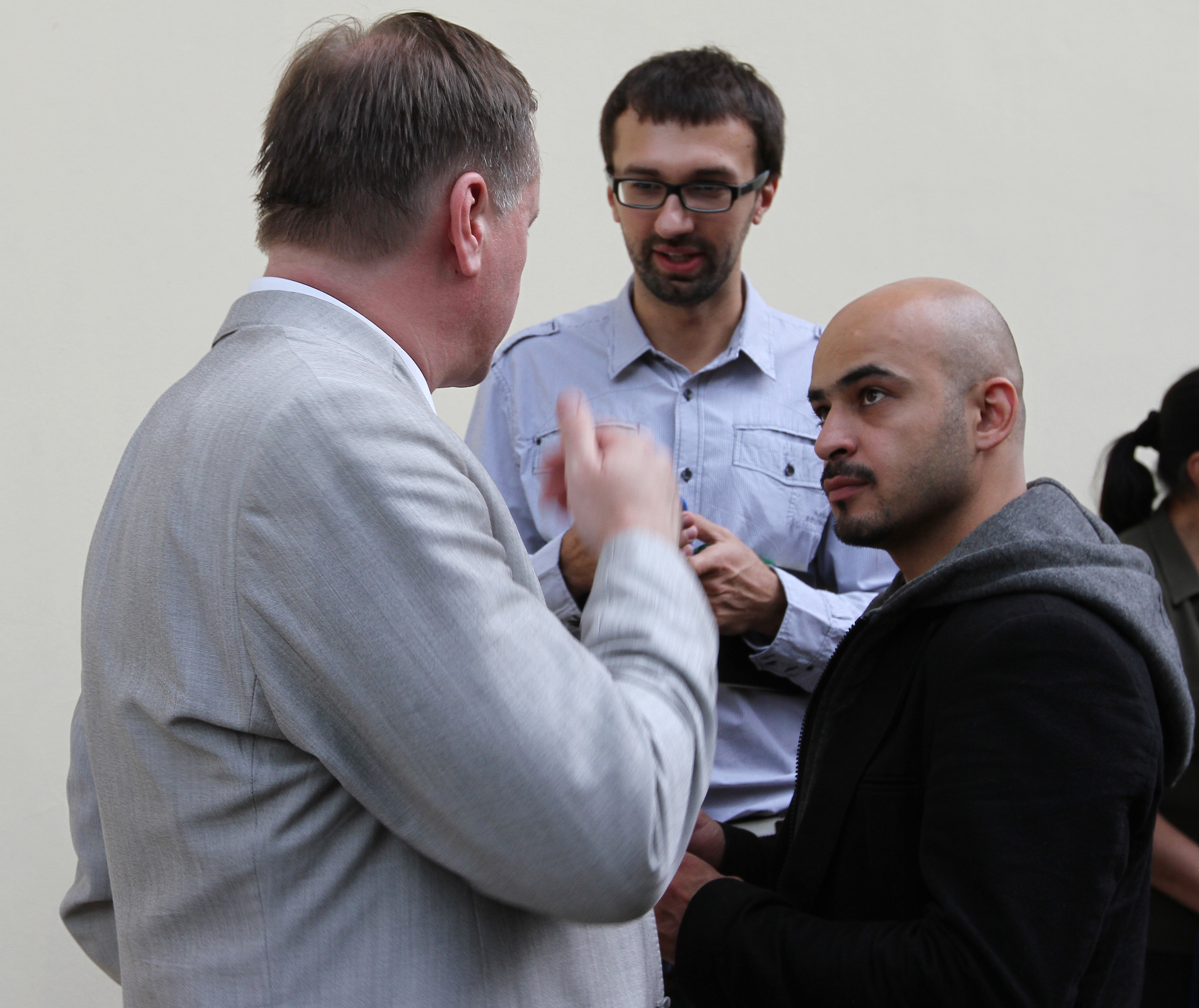
Dziennikarze „Ukraińskiej prawdy” Serhij Łeszczenko (pośrodku) i Mustafa Najem (z prawej) z politykiem Tarasem Czornowiłem (stoi z lewej strony)

W grudniu 1999 roku dziennikarze Heorhij Gongadze, Ołena Prytuła i Serhij Szołoch udali się do Waszyngtonu z celem przyciągnięcia uwagi władz USA do problemu uciskania wolności słowa na Ukrainie.
W kwietniu 2000 roku Gongadze i Prytuła założyli Ukraińską prawdę. Gongadze został redaktorem naczelnym, a Prytuła – jego zastępcą. 16 września Gongadze został porwany i zamordowany. Na czele gazety stanęła Ołena Prytuła. Zabójstwo Gongadze, który otwarcie protestował przeciwko rosnącej państwowej cenzurze, przyciągnęło uwagę międzynarodową do stanu wolności słowa na Ukrainie.
W 2004 roku Ukraińska prawda odegrała ważną rolę w przekazywaniu informacji w czasie pomarańczowej rewolucji.
W 2005 roku przedsięwzięcie osiągnęło samowystarczalność finansową dzięki przychodom z reklam. Później Ołena Prytuła rozbudowała Ukraińską prawdę o serwisy tematyczne, poświęcone ekonomii i wiadomościom biznesowym, tematyce sportowej, informacyjno-rozrywkowej i plotkarskiej oraz serwis regionalny dla miasta Kijowa.
Ukraińska prawda regularnie publikowała dochodzenia dziennikarskie Serhija Łeszczenki i Mustafy Najema. We wrześniu 2014 roku Łeszczenko i Najem ogłosili start w przedterminowych wyborach parlamentarnych i zakończenie działalności dziennikarskiej. Obaj zostali wybrani z list Bloku Petra Poroszenki.
W 2015 roku zespoły Ukraińskiej prawdy, Hromadśke.TV i Centr UA podjęli decyzję o utworzeniu wspólnego biura coworkingowego MediaHub, którego oficjalne otwarcie nastąpiło 27 lutego. Inicjatorem przedsięwzięcia była Ołena Prytuła, dziennikarze Mustafa Najem, Serhij Łeszczenko, Roman Skrypin i aktywistka Switłana Zaliszczuk. Pomieszczenie udało się znaleźć w gmachu przedsiębiorstwa „Kijewgorstroj” w rejonie peczerskim w Kijowie.
23 czerwca 2015 roku Roskomnadzor, rosyjski państwowy komitet ds. monitoringu i regulacji mediów, powiadomił redakcję gazety o blokadzie nałożonej na dostęp do jej grup dyskusyjnych z Rosji. Powodem stało się omawianie tam wirtualnej ulotki dla rosyjskich turystów wybierających się na anektowany w 2014 roku przez Rosję Krym, opublikowanej przez Towarzystwo Ochrony Praw Konsumentów (ros. Общество защиты прав потребителей, OZPP), rosyjską organizację pozarządową, która zwracała uwagę, że półwysep ten zgodnie z prawem międzynarodowym ma status terytorium okupowanego. OZPP radziło Rosjanom wjeżdżać na Krym tylko z terytorium Ukrainy i polecało nie dokonywać na półwyspie transakcji na rynku nieruchomości.
15 sierpnia 2016 roku redakcje „Ukraińskiej” i „Europejskiej prawdy” opublikowały artykuł wstępny, w którym zaapelowały do rządów państw UE, aby nie znosiły obowiązku wizowego i nie udzielały pomocy finansowej Ukrainie ze względu na niechęć prezydenta Petra Poroszenki do walki z korupcją i przeprowadzania reform.

## Redaktorzy naczelni
- Heorhij Gongadze: 2000
- Ołena Prytuła: 2000–2014
- Sewhil Musajewa-Borowyk: od 2014[15]

## Kontrowersje
Gazeta miała swój udział w kampanii fałszowania historii OUN i UPA. Podczas obchodów 70. rocznicy rzezi na Wołyniu i w Galicji Wschodniej każda z kilkudziesięciu relacji na ten temat opatrzona była następującym komentarzem:

Wołyńska tragedia – obopólne czystki etniczne ukraińskiej i polskiej ludności dokonane przez wiejskie oddziały samoobrony z obu stron, Ukraińską Powstańczą Armię i polską Armię Krajową, z udziałem polskich batalionów Schutzmannschaft i radzieckich partyzantów w 1943 roku podczas II wojny światowej na Wołyniu